# Dienerella angelinii
Dienerella angelinii là một loài bọ cánh cứng trong họ Latridiidae. Loài này được Rücker miêu tả khoa học năm 1998.